# Leopoldo Ortiz Moya
Leopoldo Ortiz Moya   (Cartagena, 11 de setembre de 1930 - València, 22 de setembre de 2012), va ser un autor de còmics i publicista, germà del també autor de còmics José Ortiz, els seus treballs en còmic els va fer bàsicament per l'editorial Maga. El primer còmic en el qual va col·laborar va ser El príncipe Pablo, editat l'any 1953, d'altres títols foren; Jungla, Bengala, Dan Barry el terremoto, El libertador, Carlos de Alcántara, Terciopelo negro, El caballero de la rosa, Audaces legionarios, El gran cazador, entre d'altres. A la dècada dels vuitanta va fer el seu últim treball en el camp del còmic quan va tornar a dibuixar a la sèrie Kung-Fu. Posterior-ment tots els seus treballs varen ser per la il·lustració publicitària.

## Obra
Publicacions amb obres de l'autor.
| Any  | Títol/ Publicació         | Guionista                 | Format | Publicació            | Als números |
| ---- | ------------------------- | ------------------------- | ------ | --------------------- | ----------- |
| 1953 | El Príncipe Pablo         | Pablo Gago                | Sèrie  | Maga                  | 1 al 24     |
| 1954 | Dan Barry, el Terremoto   | José Ortiz                | Sèrie  | Maga                  | 1 al 47     |
| 1954 | Terciopelo Negro          | Federico Amorós           | Sèrie  | Maga                  | 1 al 25     |
| 1955 | Carlos de Alcántara       | Leopoldo Ortiz            | Sèrie  | Maga                  | 1 al 37     |
| 1958 | Audaces Legionarios       | Juan Antonio de Laiglesia | Sèrie  | Maga                  | 1 al 42     |
| 1958 | El Caballero de la Rosa   | Leopoldo Ortiz            | Sèrie  | Maga                  | 1 al 7      |
| 1958 | Jungla                    | Pedro Quesada             | Sèrie  | Maga                  | 6,7,8,9,10  |
| 1958 | Hombres de accion         | Ramón Ortiga /M.Medina    | Sèrie  | Ediciones Toray, S.A. | 1,3,8       |
| 1959 | Bengala                   | Pedro Quesada             | Sèrie  | Maga                  | 1 al 54     |
| 1965 | Flecha Roja               | Pedro Quesada             | Sèrie  | Maga                  | 46 al 65    |
| 1978 | Kunk-fu                   | Carlos Echevarría         | Sèrie  | Ediciones Amaika,S.A. | 48,50,53,59 |
| 2018 | Los Arxivos de el Boletín | LEOPOLDO ORTIZ            | Sèrie  | Ediciones el Boletín  | 68          |